# Герлинген
Герлинген (нем. Gerlingen) — город в Германии, в земле Баден-Вюртемберг.
Подчинён административному округу Штутгарт. Входит в состав района Людвигсбург. Население составляет 19 025 человек (на 31 декабря 2010 года). Занимает площадь 17,54 км². Официальный код — 08 1 18 019.
В Герлингене расположена штаб-квартира фирмы Robert Bosch GmbH.